# Relação sinal-ruído
Relação sinal-ruído  ou  razão sinal-ruído (simbolizada por S/N ou abreviada como RSR), do inglês signal-to-noise ratio (SNR), é definida como a divisão entre a potência de um sinal e a potência do ruído sobreposto ao sinal. Geralmente é expressa em decibel (dB). É empregado em telecomunicações e em diversos campos como ciência e engenharia.
Em termos menos técnicos, a relação sinal-ruído compara o nível de um sinal desejado (música, por exemplo) com o nível do ruído de fundo. Quanto mais alta for a relação sinal-ruído, menor é o efeito do ruído de fundo sobre a detecção ou medição do sinal.
A relação sinal-ruído é geralmente usada em sinais elétricos, mas pode também ser aplicada em sinais ópticos e acústicos.

## Definição Técnica
Em telecomunicações, a razão sinal-ruído é um termo para a razão entre as potências de um sinal contendo algum tipo de informação e o ruído de fundo:
{\displaystyle \mathrm {SNR} ={P_{\mathrm {sinal} } \over P_{\mathrm {ruido} }},}
onde P é a potência média. As potências tanto do sinal, quanto do ruído devem ser medidas no mesmo ou em pontos equivalentes em um mesmo sistema, e dentro de uma mesma largura de banda.
Se o sinal e o ruído forem medidos na mesma Impedância, a razão sinal-ruído pode ser dada calculando a raiz da Amplitude de ambos.
{\displaystyle \mathrm {SNR} =\left({A_{\mathrm {sinal} } \over A_{\mathrm {ruido} }}\right)^{2}=\left({\frac {\sqrt {\displaystyle {\frac {1}{n}}\sum _{k=1}^{n}s_{k}^{2}}}{\sqrt {\displaystyle {\frac {1}{n}}\sum _{k=1}^{n}r_{k}^{2}}}}\right)^{2}}
Onde A é o valor quadrático médio (RMS) da amplitude, s é o vetor que representa o sinal original, r representa o vetor de ruído e n o comprimento do vetor do sinal.

### Decibel
Por muitas razões sinal-ruído terem uma faixa dinâmica, sinais são geralmente expressos usando escala logarítmica de decibel. Baseado nessa definição, sinal e ruído podem ser expressos em decibéis de tal maneira:
{\displaystyle P_{\mathrm {sinal,dB} }=10\log _{10}\left(P_{\mathrm {sinal} }\right)}
e
{\displaystyle P_{\mathrm {ruido,dB} }=10\log _{10}\left(P_{\mathrm {ruido} }\right).}
Da mesma maneira, a razão SNR pode ser expressa,
{\displaystyle \mathrm {SNR_{dB}} =10\log _{10}\left(\mathrm {SNR} \right).}
Usando a definição de Razão sinal-ruído
{\displaystyle \mathrm {SNR_{dB}} =10\log _{10}\left({\frac {P_{\mathrm {sinal} }}{P_{\mathrm {ruido} }}}\right).}
Usando a regra do quociente para logarítmos,
{\displaystyle 10\log _{10}\left({\frac {P_{\mathrm {sinal} }}{P_{\mathrm {ruido} }}}\right)=10\log _{10}\left(P_{\mathrm {sinal} }\right)-10\log _{10}\left(P_{\mathrm {ruido} }\right).}
Usando a definição de sinal, SNR e ruído em decibéis
{\displaystyle \mathrm {SNR_{dB}} ={P_{\mathrm {sinal,dB} }-P_{\mathrm {ruido,dB} }},}
O que é equivalente a ser escrito, em amplitude, da forma
{\displaystyle \mathrm {SNR_{dB}} =10\log _{10}\left[\left({\frac {A_{\mathrm {sinal} }}{A_{\mathrm {ruido} }}}\right)^{2}\right]=20\log _{10}\left({\frac {A_{\mathrm {sinal} }}{A_{\mathrm {ruido} }}}\right).}

### Faixa Dinâmica[1]
A relação sinal-ruído geralmente é adotada para indicar também a faixa dinâmica (dynamic range) do equipamento, ou seja, a gama de intensidades que podem ocorrer no mesmo, e que vai desde o menor sinal (que está próximo do "piso" do ruído) até o máximo sinal sem distorção. A faixa dinâmica de um CD, por exemplo, é maior do que 90 dB, enquanto que num gravador cassete é em torno de 65 dB, o ouvido humano pode perceber sons dentro de uma faixa de 120 dB. Portanto, para um equipamento de áudio responder bem, do ponto de vista da dinâmica do som, teria que atender à uma faixa de 120 dB. Entretanto, adotou-se o valor de cerca de 90 dB para o CD, por ser a faixa dinâmica "normal" de execução de música.
Os amplificadores e mixers de boa qualidade (que não tenham ruído excessivo), normalmente têm uma faixa dinâmica muito boa, superior a 96 dB. Atualmente, um equipamento com relação sinal/ruído ou faixa dinâmica abaixo de uns 90 dB não terá qualidade suficiente para aplicações profissionais.

## Definição Alternativa
Alternativamente, a Relação sinal-ruído é recíproca ao Coeficiente de variação, isto é, a razão da Média do Desvio Padrão de uma medida de sinal.
{\displaystyle \mathrm {SNR} ={\frac {\mu }{\sigma }}}
Onde {\displaystyle \mu } é o símbolo para Valor esperado e {\displaystyle \sigma } é o desvio padrão da medida.

### SNR em Imagens por Ressonância Magnética
Esta defnição alternativa é comumente utilizada no processamento de imagens. Podemos usar, por exemplo, em Imagem por ressonância magnética (RM), onde a sua qualidade é medida através da relação SNR.
A Relação sinal-ruido mede, em termos qualitativos, o sinal puro de RM. Vários tipos de ruído acontecem no RM: influência térmica, artefatos devido a movimentos feitos pelo paciente, etc. Quanto maior for o valor de SNR, menor serão os fatores que contribuirão para a degradação da imagem. Na técnica de RM, o ruído forma uma imagem granulada que se sobrepõe à imagem de real estudo, prejudicando sua análise. Para aumentar a SNR, em um sistema de RM, quanto maior for o campo magnético, maio será a quantidade de hidrogênios a se alinharem com o campo, logo, haverá um ganho no sinal. Podemos dizer, então, que quanto maior o campo magnético, em técnicas de RM, maior será o SNR.
O Modelo de Rose ("The Rose Criterion", nomeado após a morte de Albert Rose  diz que uma SNR de, ao menos, 5 é necessária para distinguir imagens com 100% de precisão; uma SNR menor que 5, não consegue certificar uma imagem com certeza de 100%. O Modelo de Rose também é utilizado para diminuir possíveis ruídos em técnicas de RM .

## Melhorando a Relação sinal-ruído
Todas as medidas são perturbadas por ruído. O ruído pode ser eletrônico ou de eventos externos como: vento, vibrações, variações de temperatura, variações de umidade, etc. Para reduzir os possíveis ruídos e aumentar a razão SNR, é bem comum controlar o ambiente onde se é realizada a medição; quando as características do ruído são diferentes daquelas que originam o sinal, é sempre possível filtrá-las.

### Sinal Elétrico
Em um Sinal Elétrico com ruído, é comum utilizar um Amplificador Lock-In para modular e confinar o sinal com a uma estreita largura de banda. Um Lock-In geralmente tem a grande característica de reduzir ruídos e melhorar a Relação Sinal-Ruído (SNR) de sinais ruidosos até 60 dB, ou mais. Para se explorar ao máximo essa característica de redução de ruídos deve-se ajustar o ângulo da fase a fim de se obter um nível máximo da saída e adicionar ruído a seu sinal de entrada ajustando a SNR a um valor "muito ruidoso", algo perto de 0 dB, ou menos . Logo em seguida, filtra-se o sinal resultante para a banda próxima em que ele reside, assim, eliminando a maioria dos ruídos existentes no sinal.

Diferença entre um sinal elétrico limpo e com ruído

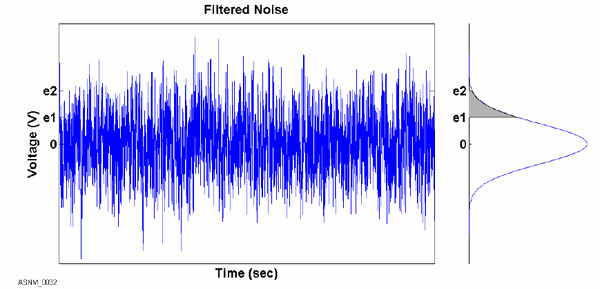
Filtrando ruído de sinal através de Gaussiana

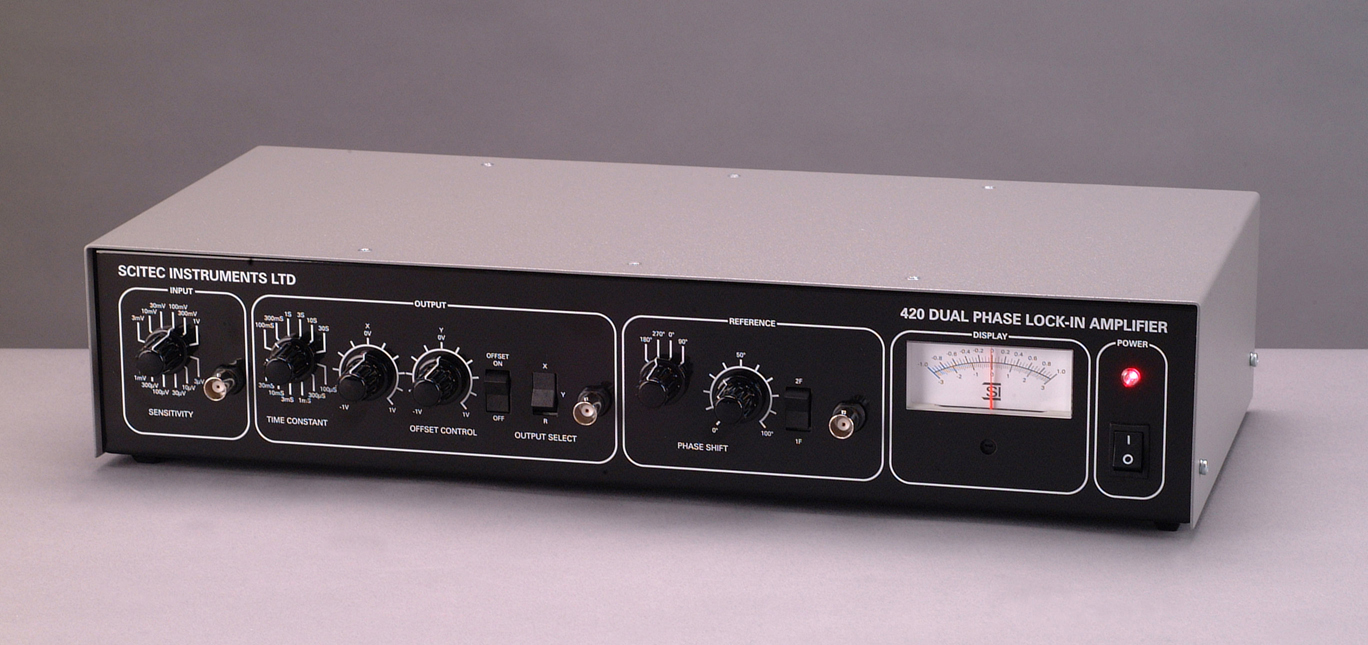
Amplificador Lock-In

### Sinal Digital
Quando a medição é digitalizada, o número de bits utilizados para representar o sinal de medição determina o máximo possível à relação de ruído. Isto é porque o nível de ruído mínimo possível é o erro causado pela quantização do sinal, por vezes, chamado de ruído de quantização. Esse nível de ruído é não linear e sinal dependente; Existem cálculos diferentes para diferentes modelos de sinal. Ruído de quantização é modelado como um sinal de erro analógico somado com o sinal antes quantização.
Esta máxima SNR teórica assume um sinal de entrada perfeito. Se o sinal de entrada é já ruidoso, o ruído do sinal pode ser maior do que o ruído de quantização. Real conversores de analógico para digitais também têm outras fontes de ruído que diminuem ainda mais o SNR em comparação com o máximo teórico do ruído de quantização idealizado, incluindo a adição intencional de exaltação.
Embora os níveis de ruído em um sistema digital pode ser expressa usando SNR, é mais comum o uso de Eb/N0 , a energia por bit por ruído densidade espectral de potência.
A taxa de erro de modulação é uma medida do SNR em um sinal modulado digitalmente.

### Sinal Óptico
Em medidas ópticas, uma situação comum é que alguma das luzes irradiem e colidam como um fotodetector como um fotodiodo, o que acaba por produzir uma corrente elétrica em proporção ao poder óptico (com algum ruído adicionado). Dependendo da situação, a Relação sinal-ruído pode ser limitada tanto pela influência do ruído óptico, ou pelo ruído gerado pelo detector eletrônico.
Em medidas ópticas, a Relação sinal-ruído pode ser aumentada da seguintes formas:
- A primeira possibilidade é remover toda e qualquer fonte ruidosa. Por exemplo, para medidas de intensidade de irradiação de luz, as luzes do ambiente, que podem ser eliminadas sendo desligadas, podem prejudicar a medida; cobrir as janelas com películas escuras, ou usar tubos escuros e/ou filtros ópticos na frente dos fotodetectores podem ser de grande serventia também.
- Um aspecto importante é a seleção correta de um modelo de fotodetector adequado. Dependendo da situação, diferentes propriedades podem ser relevantes. Por exemplo, a corrente escura de um fotodiodo pode ser importante para medidas de baixo nível, mas, normalmente, não para medidas de ruído limitado a altas intensidades.
- Geralmente, é de boa serventia aumentar a intensidade da fonte de sinal óptico. Entretanto, a intensidade do sinal óptico deve estar abaixo do seu nível onde a sua saturação afeta o detector (o fotodiodo ou a própria eletrônica) ou onde a medida está sendo captada. Aumentar a intensidade do sinal óptico é particularmente efetivo no regime onde o ruído é proveniente do próprio detector.
- Uma maneira de adicionar intensidade ao sinal óptico é usar um pré-amplificador óptico, por exemplo um amplificador de fibra. Infelizmente, amplificadores tem o efeito de adicionarem algum nível de ruído. Se o ruído do sinal óptico for contaminado por alguns níveis de ruído do pré-amplificador, a Relação sinal-ruído da detecção pode ser aumentada com o uso de um outro amplificador (principalmente se principal fonte de ruído for o detector)[8].

Esquema de um Amplificador de Fibra

### Ambientes Acústicos
Para melhorar a Relação sinal-ruído em ambientes acústicos (seja para a criação de um estúdio, ou algo do gênero), algumas medidas podem ser tomadas:
- Deve-se evitar recintos com distâncias iguais (ou múltiplas) entre paredes e entre piso e teto, uma vez que isto intensifica as ondas estacionárias. Além disso, a maior dimensão (digamos, o comprimento do estúdio) não deve ser mais de quatro vezes maior do que a menor dimensão (digamos, a altura do teto). Por outro lado, um recinto muito pequeno poderá tornar difícil o tratamento acústico para corrigir as "colorações" criadas no som pelas diversas reflexões. Salas maiores em geral são mais fáceis de ser tratadas acusticamente e, assim, aumentar a SNR.
- Um isolamento acústico pode ser uma boa opção para evitar ruídos (principalmente externos ao local). Além da preocupação com o isolamento do ruído ambiente externo, é preciso avaliar também o ruído que será produzido pelo sistema de ar condicionado a ser instalado no estúdio. Além do barulho junto à máquina, deve-se levar em conta ainda a possível transferência desse ruído através do duto de ar e também por transmissão mecânica, pela vibração da estrutura dos dutos e contato desta com as paredes e teto do estúdio. Uma das soluções para reduzir o barulho vindo por dentro do duto de ar é revesti-lo internamento com material absorvedor. E para evitar a transferência da vibração da máquina pelo duto, é comum fazer um desacoplamento mecânico do mesmo, seccionando-o e unindo as partes com uma peça flexível. Tais providências em geral causam perda de eficiência da máquina, o que deve ser também considerado.
- Um tratamento acústico também pode ser uma boa ideia, para isso é necessário basear-se no Coeficiente de Redução de Ruído (NRC)[9]; este é um valor numérico de classificação que permite quantificar a capacidade de um determinado material em absorver o som. Esse coeficiente em geral se aplica mais a materiais macios, como espuma acústica, lã-de-vidro, carpete, etc, embora também possa ser aplicado a materiais "duros" como tijolo e massa de parede[10].

## Definição informal
A expressão "relação sinal-ruído" também é utilizada em alguns círculos para descrever a qualidade de uma conversa. Se, por exemplo, a relação sinal-ruído de uma lista de discussão for baixa, isso significa que suas mensagens têm pouca qualidade.